# Craspediopsis pallivittatus
Craspediopsis pallivittatus är en fjärilsart som beskrevs av George Francis Hampson 1895. Craspediopsis pallivittatus ingår i släktet Craspediopsis och familjen mätare. Inga underarter finns listade i Catalogue of Life.